# Magdalena Prokopowicz
Magdalena Urszula Prokopowicz – polska chemiczka, prof. dr hab. nauk farmaceutycznych, profesor uczelni Katedry i Zakładu Chemii Fizycznej Wydziału Farmaceutycznego Gdańskiego Uniwersytetu Medycznego.

## Życiorys
3 listopada 1999 obroniła pracę doktorską Gazowe mieszaniny wzorcowe sporządzane w oparciu o termiczny rozkład związków powierzchniowych,  27 listopada 2012 habilitowała się na podstawie pracy zatytułowanej Otrzymywanie i ocena fizykochemiczna kserożeli krzemionkowych, jako nośników dla chlorowodorku doksorubicyny. Została zatrudniona na stanowisku adiunkta w Katedrze i Zakładzie Chemii Fizycznej na Wydziale Farmaceutycznym Gdańskiego Uniwersytetu Medycznego.
Jest członkiem Rady Dyscyplin Naukowej - Nauk Farmaceutycznych Gdańskiego Uniwersytetu Medycznego.
Awansowała na stanowisko profesora uczelni Katedry i Zakładu Chemii Fizycznej, oraz prodziekana na Wydziale Farmaceutycznym Gdańskiego Uniwersytetu Medycznego.